# ایبای گومز
ایبای گومز پرز (به اسپانیایی: Ibai Gómez Pérez‎؛ زادهٔ ۱۱ نوامبر ۱۹۸۹) بازیکن سابق فوتبال اهل اسپانیا است که در پست وینگر بازی می‌کرد.

## دوران باشگاهی

### سال‌های اولیه
گومز که در بیلبائو، بیسکای به دنیا آمد، کار خود را با  سانتوتیو در لیگ های منطقه‌ای باسک آغاز کرد و در فوریه ۲۰۰۹ برنده توپ طلا برای این دسته شد. پس از پنج سال حضور در باشگاه، وی آن باشگاه را ترک کرد، اما پس از توافق بر سر انتقال به سستائو ریور در دسته سوم، در همین منطقه ماند.

### اتلتیک بیلبائو
در ۴ ژوئن ۲۰۱۰، پس از سقوط سستائو، گومز مستقیماً به لا لیگا رفت و به مدت دو سال به اتلتیک بیلبائو با بند تمدید یک یا دو سال بیشتر، پیوست. او بیشتر فصل اول خود را با ذخیره‌ها در رده سوم گذراند.
در ۱۷ اکتبر ۲۰۱۰، گومز اولین بازی خود را در لیگ برتر انجام داد و در دقیقه ۶۷ بازی خانگی مقابل رئال ساراگوسا به عنوان جایگزین به جای گیسکا توکوئرو وارد زمین شد.  (برد ۲–۱)؛  با این حال، تنها پس از سه دقیقه، او خود مجبور به تعویض شد و پس از آسیب دیدگی زانو از زمین خارج شد.
گومز دو گل به ثمر رساند که کمک کرد اتلتیک به فینال لیگ اروپا ۱۲–۲۰۱۱ – مجموعاً هفت بازی در این رقابت‌ها – گلزنی مقابل شالکه ۰۴ (در تساوی خانگی ۲–۲ و برد در مجموع ۶–۴) و اسپورتینگ (در پیروزی خانگی ۳–۱ و برد در مجموع ۴–۳) – برسد. او قطعاً برای ۱۳–۲۰۱۲ به تیم اصلی ارتقاع پیدا کرد و پیراهن شماره ۱۱ را به او دادند.  در ۱۷ نوامبر ۲۰۱۲، او اولین گل خود در لیگ قهرمانان را در شکست ۵–۱ مقابل رئال مادرید به ثمر رساند.
در ۱۴–۲۰۱۳، گومز از تنها ۱۸ بازی، ۸ گل به ثمر رساند و به شیرها کمک کرد چهارم شوند و به مقدماتی لیگ قهرمانان اروپا برسند. او همچنین در طول آن فصل با مشکلات مصدومیتی دست و پنجه نرم کرد، و اکثریت قریب به اتفاق ۱۶–۲۰۱۵ را به دلیل یک مصدومیت از ناحیه تاندونیت در زانوی راست از دست داد.

### آلاوس
در ۳۱ ژوئیه ۲۰۱۶، گومز قرارداد خود را با اتلتیک فسخ کرد و چند ساعت بعد قراردادی سه ساله با تیم آلاوس که در همان لیگ حضور داشت امضا کرد. در ۱۰ سپتامبر  او اولین گل خود را برای این باشگاه تازه صعود کرده به ثمر رساند که این گل، دومین گل از برد تاریخی ۲–۱ آلاوس مقابل تیم بارسلونا در نیو کمپ بود. او همچنین در ترکیب آغازین فینال کوپا دل ری در مقابل همین تیم حضور داشت که با شکست ۳–۱ این بازی به پایان رسید.
گومز اولین هت‌تریک خود را به عنوان یک بازیکن حرفه‌ای در ۴ دسامبر ۲۰۱۷ به ثمر رساند و به میهمانان کمک کرد تا پس از ۲ بر صفر عقب افتادن در ۲۰ دقیقه باقی مانده، ۳–۲ خیرونا را در خارج از خانه شکست دهند.

### بازگشت به اتلتیک
در ۱۰ ژانویه ۲۰۱۹، گومز با قراردادی تا ژوئن ۲۰۲۲ دوباره به اتلتیک بیلبائو پیوست. او سه روز بعد دومین بازی خود را برای این باشگاه انجام داد و از روی نیمکت در یک پیروزی خانگی ۲–۰ در لیگ مقابل تیم سویا به زمین آمد.

### فولاد خوزستان
در ۱۰ مارس ۲۰۲۲، گومز به تیم فولاد خوزستان در لیگ برتر ایران پیوست.

## افتخارات

#### اتلتیک بیلبائو
- سوپرجام اسپانیا: قهرمان (۱ بار): ۲۱–۲۰۲۰[۲۱]
- کوپا دل ری: نایب‌قهرمان (۳ بار): ۱۲–۲۰۱۱، ۱۵–۲۰۱۴، ۲۰–۲۰۱۹[۲۲]
- لیگ اروپا: نایب‌قهرمان (۱ بار): ۱۲–۲۰۱۱

#### آلاوس
- کوپا دل ری: نایب‌قهرمان (۱ بار): ۱۷–۲۰۱۶